# Pokrývka hlavy

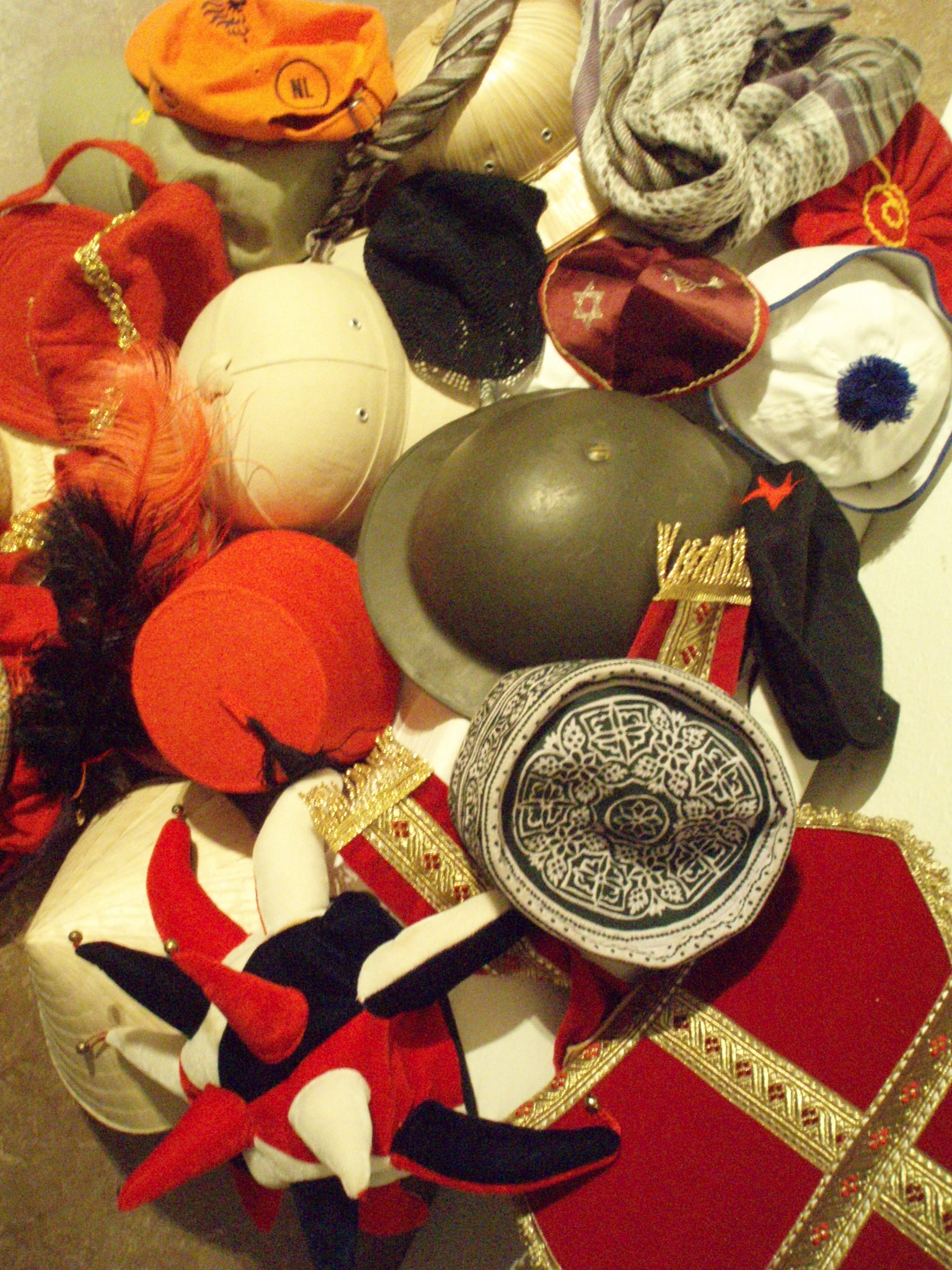
Různé pokrývky hlavy

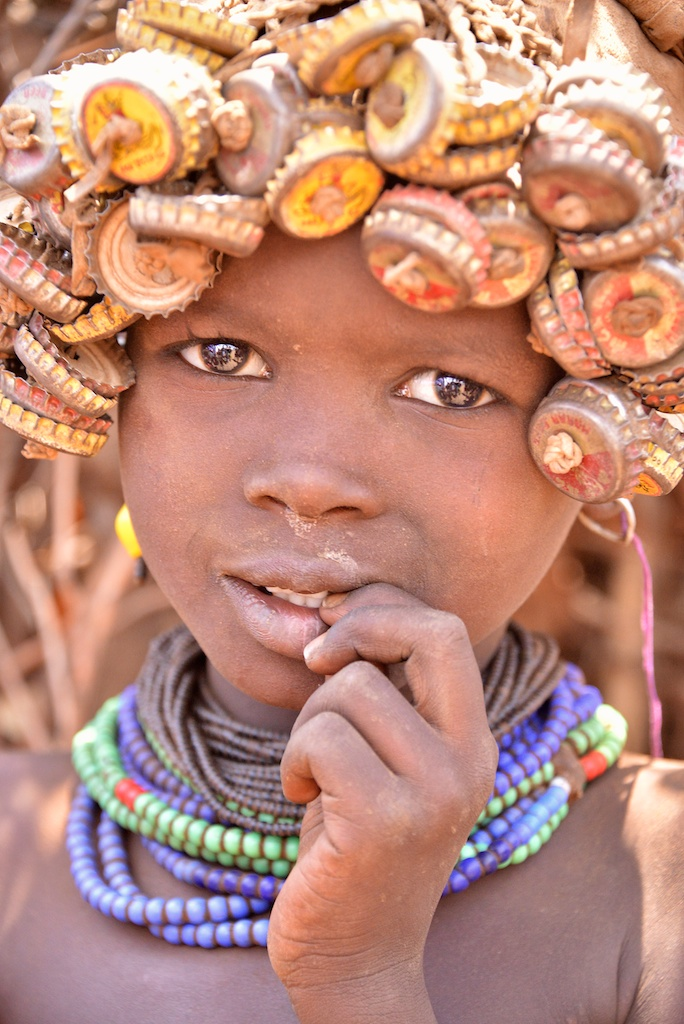
Etiopské děvče kmene Dassanech se sváteční pokrývkou hlavy z korunkových uzávěrů

Pokrývka hlavy je součást oděvu, která se nosí na hlavě.

## Podle důvodu nošení
- bezpečnostní, pro ochranu: proti nárazu, chladu, teplu, dešti a sněhu, se štítkem proti oslnění, proti slunečnímu úpalu, prachu, nečistotám atd.
- paruka, příčesek či tupé – jako náhrada účesu nebo vlasů
- reprezentace, dekorace a móda
- náboženské účely
- lékařské účely (obvaz)
- mravní bezúhonnost, cudnost; sociální konvence
- odznak moci
- etnická specifika (národní, krajové, kmenové, lokální)

## Typy pokrývek hlavy

### Světské
- světské denní, letní, civilní čepice: baret, rádiovka, čepička kojenecká, domácí, kuřácká, pohřební, dětský čepeček, ahojka
- služební a vojenské
  - přilba (helma)
  - lodička
  - brigadýrka, plochá důstojnická čepice se štítkem
  - ruské elpíčko
  - tankistická kukla

světské zimní
- beranice
  - papacha (ušanka)
  - ťubětějka (psáno též ťubetějka aj., angl. tubeteika)
- čepice
  - kulich
- klobouk
  - australák (klobouk)
  - buřinka
  - cylindr
  - slaměný klobouk
  - panama (klobouk)
- fez
- turban
- koupací čepice
- šátek
- šál
- kápě, kapuce

### Ceremoniální, rituální, náboženské
- biret
- čepec řeholnic
- kvadrátek
- pileolus
- mitra (infule)
- kukla
- koruna
  - tiára
  - diadém
- věnec
  - vínek – svatební, pohřební

muslimské ženské pokrývky
- závoj
- nikáb
- čádor
- hidžáb
- burka

## Obecná pokrytí hlavy
- klobouk
- účes

bez pokrytí
- prostovlasost – prostovlasý, v popisech v knihách
- holohlavost